# Tempel van Jupiter Tonans
De Tempel van Jupiter Tonans of Tempel van Jupiter de Donderaar (Latijn:Aedes Iovis Tonantis) was een tempel gewijd aan Jupiter de Donderaar in het oude Rome.

## Geschiedenis
Keizer Augustus beloofde de tempel aan Jupiter de Donderaar, nadat hij in 26 v.Chr. ternauwernood was ontsnapt aan een blikseminslag tijdens de Cantabrische Oorlog in Hispania. De tempel werd gebouwd op de Capitolijn, waar ook de grote Tempel van Jupiter Optimus Maximus stond. De tempel werd op 1 september 22 v.Chr. ingewijd. Augustus bezocht de tempel zelf regelmatig, waardoor het ook voor de Romeinse bevolking een belangrijk heiligdom werd. Volgens de overlevering werd de tempel zo populair dat Augustus een droom kreeg waarin Jupiter zelf zijn beklag deed dat er bezoekers wegbleven bij zijn grote tempel, omdat zij naar het nieuwe heiligdom gingen. Augustus zwoer hierop dat Jupiter Tonans niets meer was dan de poortwachter van Jupiter Optimus Maximus en liet als symbool hiervoor enkele bellen aan de tempel ophangen.

## Het gebouw
De tempel heeft waarschijnlijk bij de entree van de area Capitolina gestaan, op de zuidoostelijke hoek van de heuvel. Het gebouw staat afgebeeld op een munt uit de tijd van Augustus, waardoor het uiterlijk enigszins bekend is gebleven. De tempel had een hexastyle porticus en was gebouwd in de Korinthische orde. De tempel had massief marmeren muren en stond bekend om zijn schoonheid.
In de tempel stond een groot cultusbeeld van Jupiter Tonans, gemaakt door de Griekse beeldhouwer Leochares in de 4e eeuw v.Chr. Het beeld droeg in zijn linkerhand een scepter en in zijn rechterhand een bliksemschicht. Voor de tempel stonden beelden van de mythische tweeling Castor en Pollux gemaakt door Hegias.
Op een Romeinse graftombe uit de 2e eeuw staat een gebouw afgebeeld waarvan wordt aangenomen dat dit de tempel van Jupiter Tonans is. De afgebeelde tempel is een herbouw uit de tijd van Domitianus (een grote brand in het jaar 80 verwoestte de tempels op het Capitool). Deze tempel was ook in hexastyl, maar had zuilen in de composiet orde. Op deze tempel is een nogal vreemd uitziende verdieping met plat dak gebouwd. Het doel hiervan is onduidelijk, maar gezien de locatie van de tempel aan de rand van de heuveltop zou het een uitkijkplaats met uitzicht over het forum geweest kunnen zijn.

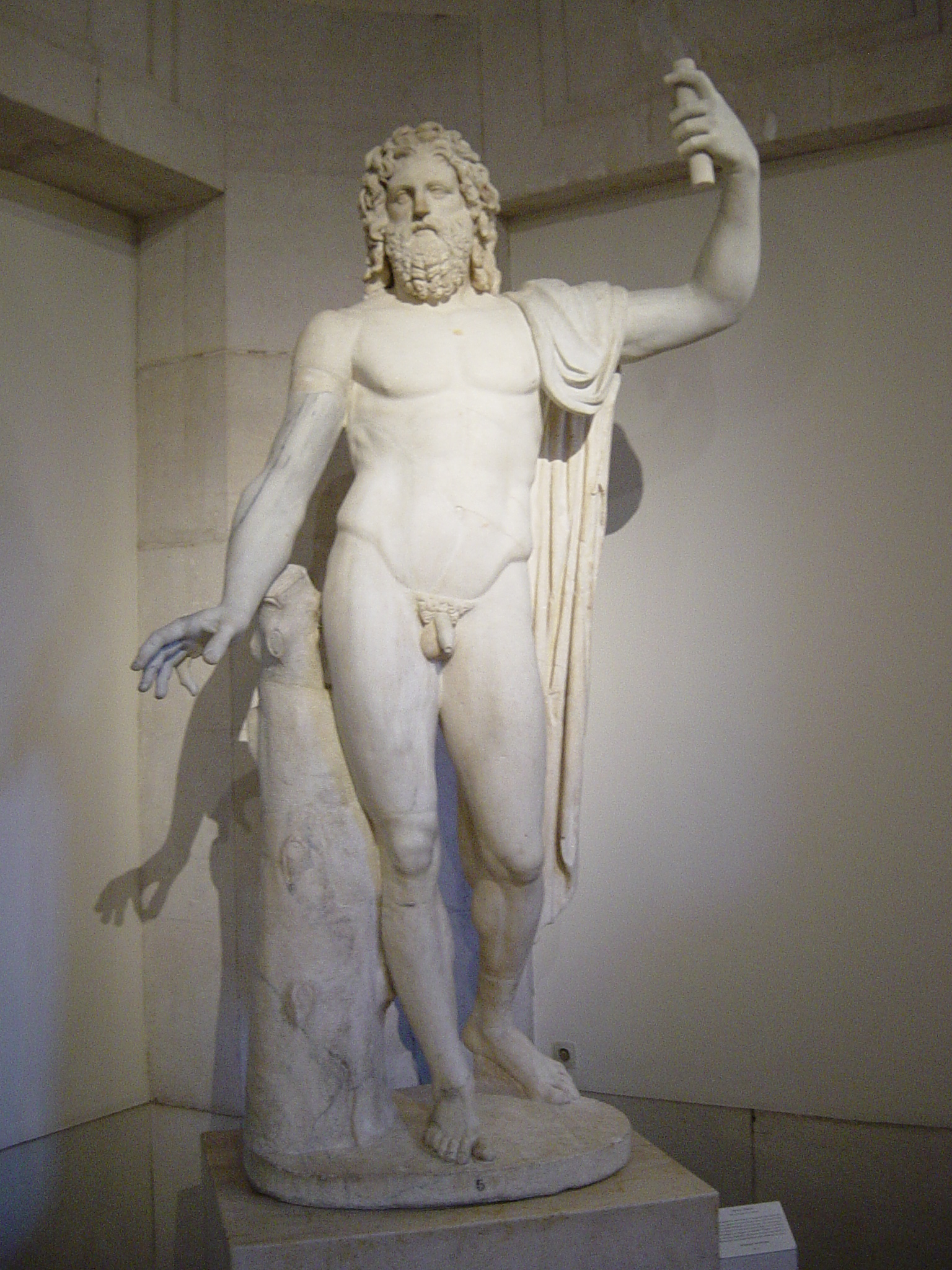
Beeld van Jupiter Tonans in het Museo del Prado, mogelijk afkomstig uit de tempel

## Restanten
In 1896 stuitte men bij opgravingen op de Capitolijn op de betonnen fundering van een groot tempelpodium. Hoewel men in eerste instantie ervan uitging dat het hier om de restanten van de Tempel van Jupiter Custos ging, lijkt het gezien de locatie waarschijnlijker dat dit het podium van de Tempel van Jupiter Tonans is. Voor de aanleg van de Via del Tempio di Giove werden de fundamenten deels weggebroken. In het Museo del Prado staat een standbeeld van Jupiter Tonans waarvan vermoed wordt dat het in de tempel heeft gestaan.

## Voetnoot
1. ↑  Suetonius, De Vita Caesarum, Aug 91.2
2. ↑  Plinius de oudere, Naturalis Historia - 36.50
3. ↑  Plinius de oudere, Naturalis Historia - 34.79

## Referentie
- L. Richardson, jr, A New Topographical Dictionary of Ancient Rome, Baltimore - London 1992. p. 226-227 ISBN 0801843006